# البهائية في النيجر
بدأ انتشار البهائية في النيجر خلال فترة من التوسع الكبير للدين في جميع أنحاء إفريقيا جنوب الصحراء قرب نهاية استعمار إفريقيا. وصل أول البهائيين إلى النيجر عام 1965، وبلغ نمو الدين حدّ انتخاب تجمعه الروحي الوطني عام 1975. وبعد فترة من القمع حيث أصبحت مؤسسات البهائية غير قانونية في أواخر السبعينيات والثمانينيات، أُعيد انتخاب التجمع الروحي الوطني بدءًا من عام 1992. وقد نمت الجماعة البهائية في النيجر بشكل أساسي في الجنوب الغربي من البلاد، ويُقدّر عددهم بعدة آلاف. وقدّرت جمعية أرشيف بيانات الأديان (استنادًا إلى الموسوعة المسيحية العالمية) عدد البهائيين بنحو 5600 عام 2005.

## الفترة المبكرة
خلال أواخر الفترة الاستعمارية في غرب إفريقيا الفرنسي، دخلت البهائية إلى المنطقة في عام 1953.
وقد لوحظ أن النمو الواسع النطاق للدين في إفريقيا جنوب الصحراء بدأ في خمسينيات القرن العشرين واستمر حتى ستينياته.
كان هناك أكثر من 1000 بهائي في شمال غرب إفريقيا، ما أدى إلى تشكيل محفل روحاني وطني إقليمي شمل غرب إفريقيا الفرنسي عام 1956.
وبعد وفاة شوقي أفندي، تولّى بيت العدل الأعظم المنتخب قيادة الدين، وبدأ في إعادة تنظيم المجتمعات البهائية في إفريقيا من خلال فصل المجتمعات الوطنية لتشكيل محافل روحانية وطنية مستقلة في الفترة من 1967 حتى تسعينيات القرن العشرين.
وعقب استقلال النيجر عام 1960، وصل أوائل المبشرين البهائيين إلى البلاد في عام 1966.
ومن يناير إلى مارس 1970، عبرت أيادي أمر الله روحية خانم القارة الإفريقية من الشرق إلى الغرب، وزارت العديد من المجتمعات البهائية في بلدان مختلفة، بما في ذلك النيجر، حيث التقت بأفراد ومؤسسات بهائية ومدنية.

## التطور
تم انتخاب المحفل الروحاني الوطني للنيجر، بعد انفصاله عن محفل شمال غرب إفريقيا، في عام 1975.
وفي إطار حملة طالت عدة دول في إفريقيا جنوب الصحراء، حُظر الدين البهائي خلال سبعينيات القرن العشرين في كل من بوروندي (1974)، مالي (1976)، البهائية (1977)، جمهورية الكونغو الشعبية (1978)، وكذلك في النيجر عام 1978، خلال الحكومة التي أُقيمت إثر الانقلاب العسكري بقيادة سيني كونتشي.
«وقد كان ذلك في الأساس نتيجة حملة شنتها عدة دول عربية. ونظرًا لأن هذه الدول أصبحت في ذلك الحين من الجهات المانحة للمساعدات الإنمائية، فقد ترافقت هذه الهجمة العلنية على البهائيين بتحركات خفية مثل ربط أموال المساعدات باتخاذ الدولة المعنية إجراءات ضد البهائيين. وقد كانت هذه الحملة ناجحة جزئيًا، إذ حظرت بعض الدول البهائيين مؤقتًا. إلا أن البهائيين تمكنوا من إقناع هذه الحكومات بأنهم ليسوا عملاء لـالصهيونية ولا لـرهاب الإسلام، ونجحوا في رفع الحظر عن الدين في جميع هذه الدول باستثناء النيجر.»
أدخلت الحكومة النيجرية تغييرات بعد تبني نظام ديمقراطي تعددي، استجابة لمطالب النقابات والطلاب، ما أدى إلى تراجع سلطة العقيد علي سايبو، وخضعت البلاد لتحولات قانونية واسعة النطاق. وفي عام 1991، أُزيلت جميع القيود القانونية المفروضة على الدين البهائي.
رغم أن حالة عدم الاستقرار السياسي استمرت.
وقد أُعيد انتخاب المحفل الروحاني الوطني في مؤتمر البهائيين في النيجر عام 1992.

## المجتمع المعاصر
منذ نشأتها، شاركت الديانة البهائية في التنمية الاجتماعية والاقتصادية (البهائية). وقد بدأت هذه المشاركة بإتاحة حرية أكبر للنساء، والترويج لتعليم النساء كأولوية أساسية، وقد تُمثّل هذا الانخراط عمليًا بإنشاء مدارس، وتعاونيات زراعية، وعيادات.
دخلت الديانة مرحلة جديدة من النشاط عند صدور رسالة من بيت العدل الأعظم بتاريخ 20 أكتوبر 1983. حيث شُجِّع البهائيون على البحث عن سبل، تتوافق مع التعاليم البهائية، للانخراط في التنمية الاجتماعية والاقتصادية للمجتمعات التي يعيشون فيها.
فعلى الصعيد العالمي، بلغ عدد المشاريع التنموية البهائية المعترف بها رسميًا 129 مشروعًا في عام 1979. وبحلول عام 1987، ارتفع العدد إلى 1482 مشروعًا. وقد شارك المجتمع البهائي في النيجر في مبادرات لمحو الأمية.

### السكان
يبلغ عدد البهائيين في النيجر عدة آلاف، ويتمركز معظمهم في نيامي وعلى الجانب الغربي من نهر النيجر قرب الحدود مع بوركينا فاسو. وقدرت جمعية أرشيف بيانات الأديان (استنادًا إلى الموسوعة المسيحية العالمية) عدد البهائيين في عام 2005 بنحو 5600 شخص.

## روابط خارجية
- الجماعة البهائية الوطنية في النيجر